# Cerkiew św. Proroka Eliasza w Lubczu
Cerkiew św. Proroka Eliasza – prawosławna cerkiew parafialna w Lubczu na Białorusi, w dekanacie nowogródzkim eparchii nowogródzkiej Egzarchatu Białoruskiego Patriarchatu Moskiewskiego. Zbudowana w latach 1910–1914.

## Architektura

### Wygląd zewnętrzny[1]
- Cerkiew została zbudowana z cegły na planie krzyża, w stylu bizantyjsko-rosyjskim, orientowana.
- Fasada cerkwi mieści w sobie dzwonnicę-wieżę i wejście główne z gankiem. Ganek z wypchniętym szczytem, nad wejściem charakterystyczne dla cerkwi rzeźbienie, ponad rzeźbieniem ikona – prawdopodobnie patrona świątyni. Dzwonnica-wieża ma kształt ostrosłupa na planie ośmiokąta z zielonym dachem, zwieńczonym zielono-pomarańczową kopułką ze złotym krzyżem. Dzwonnicę-wieżę łączy z nawą szersze od dzwonnicy, lecz węższe od nawy głównej przejście, z wąskimi oknami z każdej strony i dwuspadowym dachem. Budynek nawy głównej na planie kwadratu, dwie boczne nawy z bocznymi wejściami. Dach nawy głównej czterospadowy od strony kopuły głównej, na środku dachu, mieści się 5 kopuł o kolorze ciemnozielono-białym zwieńczonych złotymi krzyżami. Cerkiew posiada jedną półkulistą apsydę. Dach wykonany z blachy.

### Wnętrze
- W środku mieści się 3-rzędowy ikonostas, kilka kiotów, ikon i inne wyposażenia typowe dla świątyń prawosławnych.